# Simon Frankel
Simon Frankel (Melbourne, Austrália, 7 de Abril de 1982) é actor e formador de teatro, televisão, cinema, publicidade, dobrador e locutor bilíngue de nacionalidade portuguesa. É formado como actor pela Escola Superior de Teatro e Cinema.

## Teatro
- Nunca Serei Bom Rapaz (Joana Craveiro - Teatro do Vestido, 2006)
- Como Só Agora Reparo (David Pereira Bastos, 2007)
- A Guerra (José Peixoto - Teatro dos Aloés/TNDMII/CENDREV, 2008)
- Ilhas (Joana Craveiro - Teatro do Vestido, 2008)
- Stella e Simão (Susana Arrais - Gato Que Ladra, 2008)
- Mestre Gil, As Viagens de Camões, As Estórias do Sr. Cão (Ricardo Alves - Teatro Pouco Siso, 2008)
- O Corpo Quando Chega (Joana Craveiro - Teatro do Vestido, 2009)
- Quando a Sella era Muito Pequenina (Rita Rodrigues - Gato Que Ladra, 2009)
- A Visita (Natália Luíza - TNDMII, 2010)
- [E Agora Já Tinham Passado 10 Anos] e nem Sombra Deles em Lado Algum (Joana Craveiro - Teatro do Vestido, 2011)
- Por Um Dia Claro (Ana Lázaro - 'Dobrar, 2011)
- Titus: Laboratório de Sangue (David Pereira Bastos - Casa Conveniente, 2011)
- O Solene Resgate (Ricardo Neves Neves - Teatro do Eléctrico, 2012)
- Gil Vicente na Horta (João Mota - TNDMII, 2012)
- O Segredo Da Arca de Trancoso (João Mota - TNDMII, 2013)
- Até Comprava O Teu Amor (Joana Craveiro - TdV/TNSJ, 2014)
- Estou Pronto (Rute Rocha - Gato Que Ladra, 2014)
- Cyrano de Bergerac (João Mota - TNDM/Comuna TP, 2014/15)
- Viajantes Solitários (Joana Craveiro - Teatro do Vestido, 2015-2019)
- Doce Pássaro da Juventude (Jorge Silva Melo - Artistas Unidos, 2015/16)
- Esta é a Minha Cidade e Eu Quero Viver Nela (Joana Craveiro - Teatro do Vestido, 2016)
- Sonho de uma Noite de Verão - Encenação (Simon Frankel, Nuno Sá, Laura Póvoa - LFO, 2017)
- O Espaço entre as Cerejas (Rute Rocha - Gato Que Ladra, 2017/18)
- Mapa-Mundi (Joana Craveiro - Teatro do Vestido/Companhia Maior, 2018)
- Viagem a Portugal - última paragem ou o que andámos para aqui chegar (Joana Craveiro - Teatro do Vestido, 2019)

## Televisão
- Arqueologia de uma Vida/documentário-ficção - Cláudio Torres (RTP2, 2019)
- Nazaré - Fred (SIC, 2019)
- 1986 - Professor Zé (RTP, 2018)
- Sim, Chefe - Inspector das Finanças (RTP, 2017)
- Espelho d'Água - Soares (SIC, 2017)
- Ministério do Tempo - Ian Flemming (RTP, 2017)
- Rainha das Flores - Inspector (SIC, 2017)
- Ouro Verde - Raptor (TVI, 2017)
- Massa Fresca (TVI, 2016)
- Coração D'ouro (SIC, 2016)
- Santa Bárbara (TVI, 2016)
- A Única Mulher (TVI, 2015)
- Sol de Inverno (SIC, 2014)
- Bem-vindos a Beirais (RTP, 2013)
- Sinais de Vida (RTP, 2013)
- Rosa Fogo (SIC, 2011)
- Laços de Sangue (SIC, 2011)
- 5 Para a Meia-Noite (RTP2, 2009-2010)
- Conta-me Como Foi (RTP1, 2008-2009)
- Liberdade 21 (RTP1, 2008)
- Regresso a Sizalinda (RTP1, 2007)

## Cinema
- Snu (Patrícia Sequeira, 2019)
- Duas Mulheres[1] (João Mário Grilo, 2009)
- Noite de Primavera[1] (Marcos Cosmos, 2009)

## Dobragens, Locuções
- A Lenda de Despereaux: Despereaux[1](2008)
- As viagens do Egas e do Becas: Egas (2008)
- Alvin e os eEquilos 2: Toby (2009)
- O Susto de Shrek: Príncipe Encantado (2010)
- A Bíblia para Todos (Novo Testamento): Voz de Jesus Cristo (2011)
- As Aventuras de Tintin - O Segredo do Licorne: Tintin[1](2011)
- A Idade do Gelo 4: Deriva Continental: Squint (2012)
- Turbo: Guy Gagné (2013)
- Peg + Gato: Gato (2013)
- Hulk e os Agentes da S.M.A.S.H (2014)
- Astérix: O Domínio dos Deuses: Ângulorasus (2014)
- Pan - Smee
- Star Wars Rebels: Ezra (2015 -...)
- Contos de Arcádia: Caçadores de Trolls (2016-2018) - Steve Palchuk
- Paula: Avó, etc (2017)
- Fairy Tail (2017)
- Naruto Shippuden S10 e S11: Kakashi, Madara, etc. (2017)
- O Esquadrão dos Super Heróis: Wolverine, Surfista Prateado, etc. (2017)
- A mais incríveis Viagens de Comboio: Locução (2017/18/19)
- The Incredibles 2: Os Super-Heróis - Presidente; Victor Cachet; Detetive #1
- Era uma vez em Watership Down - Hazel (2018)
- Contos de Arcádia: Os 3 Entre Nós (2018-2019) - Steve Palchuk
- Playmobil: O Filme - Imperador  Maximus (2019)
- Contos de Arcádia: Feiticeiros (2020) - Steve Palchuk

Dobra e dirige regularmente séries de animação, imagem real e jogos. Faz locuções de documentários, jogos, vídeos institucionais e publicidade em inglês e português.

## Formação
- Professor de Teatro do 2º e 3º ciclo no Colégio Santa Maria
- AEC de teatro no Bairro da Boba e em Alfragide (2006/2007)
- Trabalha desde 2011 com a Lisbon Film Orchestra como formador de teatro no Arts Summer School e no Music and Dance Summer School
- Formador em Dobragem de Animação, Imagem Real, Locução.